# Температурный дрейф
Температу́рный дрейф — изменение электрических параметров электронного устройства, электронного прибора вызванное изменением внешней температуры среды. Иногда такое изменение называют температурным уходом параметра.
Электронные активные и пассивные компоненты (транзисторы, резисторы, конденсаторы и т. п.) изменяют свои электрические параметры при изменении температуры окружающей среды. Например, коэффициенты передачи по току у транзисторов, электрическая ёмкость конденсаторов или активное сопротивление резисторов.
Изменение электрических параметров компонентов, входящих в электронное устройство, влечет за собой изменение параметров самого устройства, например, коэффициента усиления усилителя.

## Определения
Различают абсолютный {\displaystyle D_{a}} и относительный {\displaystyle D_{r}} дрейфы некоторого параметра:
{\displaystyle D_{a}=P_{t}-P_{0},}
{\displaystyle D_{r}={\frac {P_{t}-P_{0}}{P_{0}}},}
где {\displaystyle P_{0}} — величина параметра при номинальной температуре,
{\displaystyle P_{t}} — величина параметра при отличной от номинальной температуре.
Размерность абсолютного дрейфа совпадает с размерностью самого параметра, а относительный дрейф — безразмерная величина.
Температурный дрейф также характеризуют абсолютным {\displaystyle \Delta _{a}} и относительным {\displaystyle \Delta _{r}} коэффициентами температурного дрейфа, равными абсолютному или относительному дрейфу, отнесёнными к диапазону изменения температуры, иногда в технической литературе эти коэффициенты называют температурными чувствительностями:
{\displaystyle \Delta _{a}={\frac {P_{t}-P_{0}}{t_{1}-t_{0}}},}
{\displaystyle \Delta _{r}={\frac {1}{t_{1}-t_{0}}}\cdot {\frac {P_{t}-P_{0}}{P_{0}}},}
где {\displaystyle t_{1},t_{0}} — разные температуры, при которых измерен параметр.
В общем случае коэффициенты температурного дрейфа зависят от разности и величины температур, то есть параметр изменяется нелинейно при изменении температура. При этом вводятся дифференциальные коэффициенты температурного дрейфа, являющиеся функциями температуры, а не константами:
{\displaystyle \delta _{a}={\frac {dP}{dt}},}
{\displaystyle \delta _{r}={\frac {1}{P_{t}}}\cdot {\frac {dP}{dt}},}
где {\displaystyle P_{t}} — значение параметра при текущей температуре.

## Влияние температурного дрейфа на эксплуатационные характеристики и способы его устранения
Температурный дрейф, как правило, приводит к ухудшению эксплуатационных характеристик электронных изделий: уменьшает диапазон их рабочих температур,  ухудшает точность электронных измерительных приборов, поэтому применяются различные способы борьбы с ним. Среди таких способов можно выделить:
- использование термостабильных компонентов, например, высококачественных термостабильных резисторов, имеющих малые собственные температурные дрейфы;
- введение в электронную схему дополнительных компенсирующих элементов с температурным коэффициентом противоположного знака, например, компенсирующих температурный уход терморезисторов[2];
- схемотехнические решения, например, применение дифференциальных усилителей или мостовых схем, в которых температурный уход с одним знаком разных пар компонентов вызывает уход выходного параметра с разными знаками, что компенсирует уход выходного параметра;
- помещение электронного устройства в среду с заведомо постоянной температурой, например, в скважины в земле;
- принудительное термостатирование электронного устройства, либо некоторых его критичных частей, например, термостатирование кварцевого генератора в цифровых частотомерах и задающего генератора в прецизионных генераторах сигнала и радиопередатчиках.

## Комментарии
1. ↑  Если не указано иное, в отечественной технической литературе номинальной температурой обычно считается 20 °C, в иностранной литературе, как правило, 25 °C.